# Perdita quadraticeps
Perdita quadraticeps är en biart som beskrevs av Timberlake 1964. Perdita quadraticeps ingår i släktet Perdita och familjen grävbin. Inga underarter finns listade i Catalogue of Life.